# Kiambu
Kiambu este un oraș din Kenya. În 2009 avea 88.869 de locuitori.